# Sympycnus bisulcus
Sympycnus bisulcus är en tvåvingeart som beskrevs av Becker 1922. Sympycnus bisulcus ingår i släktet Sympycnus och familjen styltflugor. Inga underarter finns listade i Catalogue of Life.